# Neuilly-la-Forêt
Neuilly-la-Forêt era una comuna francesa situada en el departamento de Calvados, de la región de Normandía, que el uno de enero de 2017 pasó a ser una comuna delegada de la comuna nueva de Isigny-sur-Mer al fusionarse con las comunas de Castilly, Isigny-sur-Mer, Les Oubeaux y Vouilly.

## Demografía
| Gráfica de evolución demográfica de Neilly-la-Forêt entre 1800 y 2014 |
|                                                                       |

Los datos demográficos contemplados en este gráfico de la comuna de Neuilly-la-Forêt se han cogido de 1800 a 1999 de la página francesa EHESS/Cassini, y los demás datos de la página del INSEE.